# Don Hồ
Hồ Mạnh Dũng (sinh ngày 22 tháng 2 năm 1962), nổi tiếng với nghệ danh Don Hồ, là một ca sĩ người Mỹ gốc Việt thường xuất hiện trong chương trình Paris By Night, Asia.

## Tiểu sử
Hồ Mạnh Dũng (Don Hồ) sinh ngày 22 tháng 2 năm 1962 tại Sài Gòn. Gia đình Don Hồ là người gốc Bắc, di cư vào miền Nam năm 1954. Anh đến Hoa Kỳ năm 1981 và ngụ tại thành phố St. Louis, tiểu bang Missouri. Khi còn là một thiếu niên, Don Hồ đã học trường trung học thung lũng Santa Ana. Trong năm cuối ở trường trung học, anh đã tham gia một đội thánh ca có tên là Chamber Singers. Bên cạnh đó, Don Hồ cũng sớm bộc lộ tài năng trong lĩnh vực hội họa. Sau khi hoàn thành chương trình phổ thông, anh đã nhận được học bổng từ một trường nghệ thuật ở New York nhưng vì niềm đam mê dành cho âm nhạc nên anh đã quyết định theo đuổi con đường ca hát chuyên nghiệp.
Don Hồ cộng tác với Trung tâm Thúy Nga, kể từ băng Video Paris By Night 12 (năm 1991) với một liên khúc, và vẫn liên tục cộng tác cho đến nay.

## CD

### Trung tâm Thúy Nga
- TNCD024: Xin Mãi Còn Yêu (1992)
- TNCD034: Hạnh Phúc Trong Tim, với Ngọc Huệ (1992)
- TNCD038: Giấc Mơ Ngày Mai (1993)
- TNCD042: Thầm Kín, với Dalena (1993)
- TNCD045: Trò Chơi Tội Lỗi, với Dalena, Duy Hạnh, Thúy Vi (1993)
- TNCD059: Sad With You (1994)
- TNCD070: Vĩnh Biệt Mùa Hè, với Diễm Liên (1995)
- TNCD090: Dòng Đời (1995)
- TNCD100: Ru Em (1995)
- TNCD106: A Don Ho Ho Ho Christmas - Giáng Sinh Đặc Biệt (1995)
- TNCD110: Hải Đảo Cô Đơn, với Ngọc Huệ (1996)
- TNCD120: Hạnh Phúc Bất Chợt, với Ngọc Thúy, Jenny Loan (1996)
- TNCD130: Love (1997)
- TNCD135: Hoài Mộng, với Dalena (1997)
- TNCD145: Cuộc Tình Lỡ, với Thanh Hà (1997)
- TNCD160: Vực Sâu Hạnh Phúc (1998)
- TNCD165: Một Thuở Yêu Người, với Châu Ngọc (1998)
- TNCD180: Hối Tiếc (1998)
- TNCD190: Tim Vỡ, với Như Quỳnh (1999)
- TNCD219: The Best of Don Hồ in Japan (2000)
- TNCD231: Người Yêu Cô Đơn, với Nguyễn Hưng, Thế Sơn (2000)
- TNCD260: Hoài Niệm Dấu Yêu, với Ngọc Huệ (2002)
- TNCD270: Phiến Đá Sầu (2002)
- TNCD290: Hạ Trắng (2003)
- Còn Nghe Tiếng Gọi, Thúy Nga đại diện (2005)
- Đón Xuân Chúc Xuân, Thúy Nga đại diện (2009)

### Trung tâm Asia
- AsiaCD042: Liên Khúc Tình Xanh, với Lâm Thúy Vân, Kenny Thái (1992)
- AsiaCD052: Dù Nắng Có Mong Manh, với Lâm Thúy Vân (1993)
- AsiaCD068: Đoản Khúc Cuối Cho Em, với Lâm Thúy Vân, Nini (1994)
- AsiaCD215: Liên Khúc Top Hits, với Thiên Kim, Sỹ Đan, Y Phương (2005)
- AsiaCD256: Một Thời Đã Xa, với Lâm Thúy Vân, Đoàn Phi (2008)

## Trình diễn trên sân khấu

### Trung tâm Thúy Nga

#### Chương trình Paris By Night
| STT | Tiết mục | Thể hiện với | Chương trình       | Năm  |
| --- | --- | --- | ------------------ | ---- |
| 1   | LK Bolero (Em Đẹp Như Mơ) | Vân Thu, Duy Hạnh, Thúy Vi, Huỳnh Thi, Ý Nhi, Ngọc Anh | Paris By Night 12  | 1991 |
| 2   | LK New Wave (Black Magic Woman) | Thúy Vi, Ý Nhi, Duy Hạnh, Vân Thu, Huỳnh Thi, Ngọc Anh | Paris By Night 12  | 1991 |
| 3   | Nàng Giáng Tiên | solo | Paris By Night 15  | 1991 |
| 4   | LK Tình Cho Không | Ý Nhi, Phương Khanh, Duy Hạnh | Paris By Night 16  | 1992 |
| 5   | Người Tình Trăm Năm (Đức Huy) | solo | Paris By Night 16  | 1992 |
| 6   | Con Tim Yêu Đời | solo | Paris By Night 17  | 1992 |
| 7   | LK Thiên Đàng Ái Ân: Bước Tình Hồng (Nguyễn Trung Cang), Thiên Đàng Ái Ân (Lam Phương), Nắng Xanh (Quốc Dũng), Bài Tango Cho Em (Lam Phương) | Bảo Hân | Paris By Night 17  | 1992 |
| 8   | Đi Tìm Chúa Tôi | Ý Nhi, Kenny Thái | Paris By Night 18  | 1992 |
| 9   | Dancing All Night | solo | Paris By Night 18  | 1992 |
| 10  | Em Hiền Như Ma Soeur (Phạm Duy) | solo | Paris By Night 19  | 1993 |
| 11  | Lời Trần Tình (Hàn Châu) | solo | Paris By Night 20  | 1993 |
| 12  | Tình Cuối Chân Mây (Ngô Thụy Miên) | solo | Paris By Night 21  | 1993 |
| 13  | Tình Khúc Buồn (Ngô Thụy Miên) | solo | Paris By Night 21  | 1993 |
| 14  | Mùa Thu Yêu Đương (Lam Phương) | Ngọc Huệ | Paris By Night 22  | 1993 |
| 15  | LK Em Sẽ Theo Anh | Lilian, Ngọc Huệ, Duy Hạnh, Hằng Nga, Phương Khanh, Huỳnh Thi, Thái Tài, Lynda Trang Đài | Paris By Night 23  | 1993 |
| 16  | LK Đưa Nhau Vào Cõi Ân Tình | Dalena, Lilian, Duy Hạnh, Phương Khanh, Ngọc Huệ, Ý Nhi, Lynda Trang Đài | Paris By Night 23  | 1993 |
| 17  | LK Lạnh Trọn Đêm Mưa | Ngọc Huệ, Hằng Nga, Duy Hạnh, Lilian, Huỳnh Thi, Dalena | Paris By Night 23  | 1993 |
| 18  | Tình Mù Quáng | solo | Paris By Night 24  | 1993 |
| 19  | Do The Samba | Ngọc Thúy, Phi Phi, Ngọc Huệ, Shayla | Paris By Night 24  | 1993 |
| 20  | Trái Tim Ngục Tù (Đức Huy) | solo | Paris By Night 25  | 1994 |
| 21  | My Dream Girl | solo | Paris By Night 26  | 1994 |
| 22  | Hết Đêm Nay Mai Sẽ Hay (Văn Phụng) | solo | Paris By Night 27  | 1994 |
| 23  | Mình Mất Nhau Bao Giờ (Lam Phương) | Ngọc Thúy | Paris By Night 28  | 1994 |
| 24  | Tình Nhạt Phai (LV: Tùng Giang) | solo | Paris By Night 29  | 1994 |
| 25  | Cô Bắc Kỳ Nho Nhỏ (Phạm Duy) | solo | Paris By Night 30  | 1995 |
| 26  | Giận Hờn | solo | Paris By Night 31  | 1995 |
| 27  | Cát Bụi Tình Xa (Trịnh Công Sơn) | Diễm Liên, Thanh Hà | Paris By Night 31  | 1995 |
| 28  | Little Sài Gòn (Alan Nguyễn, Khúc Lan) | solo | Paris By Night 32  | 1995 |
| 29  | Em Đi (Đức Huy) | solo | Paris By Night 33  | 1995 |
| 30  | Và Tôi Cũng Yêu Em (Đức Huy) | Đức Huy, Henry Chúc | Paris By Night 33  | 1995 |
| 31  | Và Con Tim Đã Vui Trở Lại (Đức Huy) | Đức Huy, Khánh Hà, Duy Quang, Ngọc Lan, Thảo My, Henry Chúc, Ái Vân, Dalena, Nguyễn Hưng, Thanh Hà, Hương Lan, Thế Sơn, Bảo Hân, Phi Phi | Paris By Night 33  | 1995 |
| 32  | Tuyết Muộn (Lam Phương) | solo | Paris By Night 34  | 1995 |
| 33  | Thuyền Tình Trên Sóng (LV: Khúc Lan) | Ngọc Huệ | Paris By Night 34  | 1995 |
| 34  | Sunshine Day | solo | Paris By Night 35  | 1996 |
| 35  | Chết Trong Vòng Tay Em (LV: Khúc Lan) | solo | Paris By Night 36  | 1996 |
| 36  | Gọi Người Xa Vời (Trang Thanh Trúc) | solo | Paris By Night 37  | 1996 |
| 37  | Cuộc Tình Lỡ (Mai Nguyễn) | Ngọc Huệ | Paris By Night 37  | 1996 |
| 38  | Stand By Me | Lynda Trang Đài, Tommy Ngô, Thanh Hà, Bảo Hân, Philip Huy, Châu Ngọc, Long Hồ | Paris By Night 37  | 1996 |
| 39  | Dấu Chân Tình Ái (Ngọc Trọng) | solo | Paris By Night 38  | 1996 |
| 40  | LK Giáng Sinh | Ngọc Hương, Thanh Hà | Paris By Night 38  | 1996 |
| 41  | Vực Sâu Hạnh Phúc (Nguyễn Đình Lợi) | solo | Paris By Night 39  | 1997 |
| 42  | Ca Dao Mẹ (Trịnh Công Sơn) | solo | Paris By Night 40  | 1997 |
| 43  | Mùa Thu Đông Kinh (Hoàng Thi Thơ) | solo | Paris By Night 41  | 1997 |
| 44  | Một Thuở Yêu Người (LV: Khúc Lan) | Châu Ngọc | Paris By Night 42  | 1997 |
| 45  | LK Never Fall In Love | Tuấn Ngọc, Thái Hiền, Thái Thảo | Paris By Night 42  | 1997 |
| 46  | Đàn Bà (Song Ngọc) | solo | Paris By Night 43  | 1998 |
| 47  | I Who Have Nothing (LV: Khúc Lan) | solo | Paris By Night 44  | 1998 |
| 48  | Mối Duyên Tình Sâu (LV: Lê Xuân Trường) | Châu Ngọc | Paris By Night 45  | 1998 |
| 49  | Tình Yêu Tân Thế Kỷ (Song Ngọc) | solo | Paris By Night 46  | 1998 |
| 50  | Diễm Tình (Hoàng Thi Thơ) | solo | Paris By Night 47  | 1999 |
| 51  | Chuyện Lứa Đôi (Thế Hiển) | Như Quỳnh | Paris By Night 48  | 1999 |
| 52  | Cafe Đắng Trở Lại (Nguyễn Đình Lợi) | solo | Paris By Night 48  | 1999 |
| 53  | Đêm Nhớ Về Sài Gòn (Trầm Tử Thiêng) | solo | Paris By Night 49  | 1999 |
| 54  | Nửa Đời Yêu Em (Lam Phương) | solo | Paris By Night 50  | 1999 |
| 55  | Người Yêu Cô Đơn (Đài Phương Trang) | Nguyễn Hưng, Thế Sơn | Paris By Night 50  | 1999 |
| 56  | Một Đời Tiếc Nuối (LV: Nhật Ngân) | solo | Paris By Night 51  | 1999 |
| 57  | Mừng Tân Thế Kỷ (Tim Heintz, Randy Petersen, Khúc Lan)                                                                                       | Lynda Trang Đài, Tommy Ngô, Bảo Hân, Spencer Nguyễn, Evan Lê, Phương Vy, Hoàng Ly, Phi Phi, Loan Châu, Như Quỳnh Thiên Kim, Trúc Linh, Trúc Lam, Nguyễn Hưng, Thế Sơn, Lưu Bích | Paris By Night 51  | 1999 |
| 58  | Only You (LV: Nhật Ngân) | solo | Paris By Night 52  | 1999 |
| 59  | Hoài Niệm Dấu Yêu (Thế Hiển) | Ngọc Huệ | Paris By Night 53  | 2000 |
| 60  | Đường Tình Hai Lối (Tùng Châu, Khánh Uyên)                                                                                                   | Châu Ngọc, Thế Sơn | Paris By Night 53  | 2000 |
| 61  | Giận Hờn (Ngọc Sơn) | Nguyễn Hưng, Thế Sơn | Paris By Night 54  | 2000 |
| 62  | Thói Đời (Trúc Phương) | Nguyễn Hưng, Thế Sơn | Paris By Night 54  | 2000 |
| 63  | Vì Tôi Là Linh Mục (Nguyễn Đức Quang, Nguyễn Tất Nhiên)                                                                                      | solo | Paris By Night 54  | 2000 |
| 64  | Lính Nghĩ Gì (Hoài Linh) | Nguyễn Hưng, Thế Sơn | Paris By Night 54  | 2000 |
| 65  | Chiều Phi Trường (Lê Uyên Phương) | Nguyễn Hưng, Thế Sơn | Paris By Night 54  | 2000 |
| 66  | Mưa Đêm Độc Hành (Duy Hải) | Thế Sơn | Paris By Night 54  | 2000 |
| 67  | Aline (Christophe, lời Việt: Phạm Duy) | Christophe, Thế Sơn | Paris By Night 54  | 2000 |
| 68  | Về Với Anh (Tùng Châu, Quốc Dũng) | Nguyễn Hưng, Thế Sơn | Paris By Night 54  | 2000 |
| 69  | Nếu Một Ngày (Khánh Băng) | Nguyễn Hưng, Thế Sơn | Paris By Night 54  | 2000 |
| 70  | Anh Muốn Nói Yêu Với Em (Quốc Vượng) | Thiên Kim | Paris By Night 54  | 2000 |
| 71  | LK Khúc Hát Samba, Dấu Yêu Trong Hè, Trống Vắng (Quốc Hùng)                                                                                  | Nguyễn Hưng, Thế Sơn, Lưu Bích, Thiên Kim, Như Quỳnh, Quốc Hùng | Paris By Night 54  | 2000 |
| 72  | Tiếng Hát Chim Đa Đa (Võ Đông Điền) | solo | Paris By Night 55  | 2000 |
| 73  | Chị Tôi (Trần Tiến) | solo | Paris By Night 56  | 2000 |
| 74  | Như Cánh Vạc Bay (Trịnh Công Sơn) | solo | Paris By Night 57  | 2000 |
| 75  | Ước Vọng Tương Lai (Tùng Châu, Lê Hựu Hà) | Như Quỳnh, Lưu Bích, Thiên Kim, Thế Sơn | Paris By Night 57  | 2000 |
| 76  | Người Về Từ Lòng Đất (Quốc Dũng) | solo | Paris By Night 58  | 2001 |
| 77  | Lời Tỏ Tình Dễ Thương (Ngọc Sơn) | Hạ Vy | Paris By Night 60  | 2001 |
| 78  | Lỡ Lầm (Đỗ Quang) | Châu Ngọc | Paris By Night 60  | 2001 |
| 79  | Cuộc Đời Éo Le (Quốc Hùng) | solo | Paris By Night 61  | 2001 |
| 80  | Tình Là Thế Đó (LV: Lê Hựu Hà) | solo | Paris By Night 62  | 2001 |
| 81  | Phiến Đá Sầu (Diệu Hương) | solo | Paris By Night 63  | 2002 |
| 82  | LK Bài Không Tên Số 2, Số 3, Cuối Cùng (Võ Thành An)                                                                                         | Thanh Hà | Paris By Night 64  | 2002 |
| 83  | Vì Đó Là Em (Diệu Hương) | Thanh Hà | Paris By Night 65  | 2002 |
| 84  | Nỗi Đau Người Để Lại (Tùng Châu, Lê Hựu Hà)                                                                                                  | Lương Tùng Quang | Paris By Night 65  | 2002 |
| 85  | Tình Nhớ (Trịnh Công Sơn) | solo | Paris By Night 67  | 2002 |
| 86  | Vùng Trời Bình Yên (Phạm Hữu Tâm) | solo | Paris By Night 68  | 2003 |
| 87  | Xóa Hết Nợ Nần (Thái Thịnh) | Lương Tùng Quang, Thế Sơn, Tommy Ngô, Trần Thái Hòa | Paris By Night 69  | 2003 |
| 88  | Thiên Đàng Không Xa (Tùng Châu, Lê Hựu Hà)                                                                                                   | Thanh Hà | Paris By Night 69  | 2003 |
| 89  | Như Một Khúc Nhạc Buồn (Phạm Mạnh Cương) | solo | Paris By Night 70  | 2003 |
| 90  | Bài Tình Ca Của Em (Diệu Hương) | solo | Paris By Night 71  | 2003 |
| 91  | Con Tim Mù Lòa (Sỹ Đan) | solo | Paris By Night 72  | 2004 |
| 92  | Dù Có Như Thế Nào (Diệu Hương) | Loan Châu | Paris By Night 73  | 2004 |
| 93  | Diễm Xưa (Trịnh Công Sơn) | solo | Paris By Night 94  | 2008 |
| 94  | Nếu Chỉ Còn Một Ngày Để Sống (Hoài An) | Khánh Ly, Khánh Hà, Bằng Kiều, Thế Sơn, Trần Thái Hoà, Minh Tuyết, Quang Lê, Mai Thiên Vân, Hương Thủy, Hồ Lệ Thu, Trúc Lam, Trúc Linh, Tú Quyên, Dương Triệu Vũ, Quỳnh Vi, Ngọc Liên, Lương Tùng Quang, Lưu Việt Hùng, Nguyệt Anh, Hương Giang | Paris By Night 95  | 2009 |
| 95  | LK Paris By Night Top Hits | Bảo Hân, Lương Tùng Quang, Hồ Lệ Thu, Trịnh Lam, Quỳnh Vi, Dương Triệu Vũ, Như Loan, Minh Tuyết, Lưu Bích, Nguyễn Hưng, Thế Sơn | Paris By Night 96  | 2009 |
| 96  | LK Tình Em Ngọn Nến (LV: Khúc Lan), Tàn Tro (LV: Julie), Dù Tình Yêu Đã Mất (Hoàng Nhạc Đô)                                                  | Minh Tuyết | Paris By Night 96  | 2009 |
| 97  | LK Chuyến Tàu 4:55 (LV: Lê Xuân Trường), Boulevard                                                                                           | Như Loan | Paris By Night 98  | 2009 |
| 98  | Câu Kinh Tình Yêu (Sỹ Đan) | solo | Paris By Night 99  | 2010 |
| 99  | Tại Sao Là Không (Diệu Hương) | Thanh Hà | Paris By Night 100 | 2010 |
| 100 | Ca Khúc Mừng Xuân (Văn Phụng) | Kỳ Phương Uyên | Paris By Night 101 | 2011 |
| 101 | Thành Phố Buồn (Lam Phương) | solo | Paris By Night 102 | 2011 |
| 102 | Đời Không Còn Nhau (Diệu Hương) | solo | Paris By Night 103 | 2011 |
| 103 | Giấc Mơ Tuổi 20 (Hà Quang Minh) | solo | Paris By Night 104 | 2011 |
| 104 | Điều Chưa Nói (Võ Hoài Phúc) | solo | Paris By Night 105 | 2012 |
| 105 | Trắng (Trần Quảng Nam) | Thanh Hà | Paris By Night 106 | 2012 |
| 106 | Xa Em Kỷ Niệm (LV: Anh Tài) | solo | Paris By Night 107 | 2013 |
| 107 | Ô Mê Ly (Văn Phụng) | Thanh Hà, Như Quỳnh, Ngọc Anh, Thế Sơn, Trần Thái Hòa | Paris By Night 107 | 2013 |
| 108 | Chỉ Chừng Đó Thôi (Phạm Duy) | solo | Paris By Night 108 | 2013 |
| 109 | LK Lời Tình Buồn, Một Lần Nào Cho Tôi Gặp Lại Em (Vũ Thành An)                                                                               | Quang Dũng | Paris By Night 109 | 2013 |
| 110 | Hát Mãi Bài Tình Ca (Thái Thịnh) | Minh Tuyết, Như Loan, Tóc Tiên, Như Quỳnh, Mai Thiên Vân, Hạ Vy, Mạnh Quỳnh, Hương Thủy, Quang Lê, Ngọc Hạ, Trần Thái Hòa, Thế Sơn, Châu Ngọc, Hồ Lệ Thu, Kỳ Phương Uyên, Mai Tiến Dũng, Quỳnh Vi, Trịnh Lam, Lương Tùng Quang, Diễm Sương, Duy Trường, Khánh Lâm, Tommy Ngô, Lynda Trang Đài, Đình Bảo, Ánh Minh, Hương Giang, Anh Tú, Thiên Tôn, Ý Lan, Ngọc Anh, Thu Phương, Giang Tử, Hương Lan, Thái Châu, Quang Dũng, Nguyễn Hưng, Thanh Hà, Lưu Bích, Tuấn Ngọc, Khánh Hà, Dương Triệu Vũ, Lam Anh, Bằng Kiều, Họa Mi, Elvis Phương | Paris By Night 109 | 2013 |
| 111 | Chúc Xuân (Đinh Trung Chính) | solo | Paris By Night 110 | 2014 |
| 112 | LK Sa Mạc Tình Yêu, Giấc Mơ Sa Mạc (LV: Khúc Lan)                                                                                            | Diễm Sương | Paris By Night 111 | 2014 |
| 113 | Tuyết Rơi (LV: Phạm Duy) | solo | Paris By Night 112 | 2014 |
| 114 | Lời Cảm Ơn (Ngô Thụy Miên, Hạ Đỏ Chung Bích Phương)                                                                                          | Ánh Minh, Diễm Sương, Hạ Vy, Minh Tuyết, Kỳ Phương Uyên, Lam Anh, Hương Thủy, Ngọc Anh, Mai Thiên Vân, Quỳnh Vi, Thanh Hà, Bảo Khánh, Đình Bảo, Lương Tùng Quang, Mai Tiến Dũng, Ngọc Ngữ, Thiên Tôn, Justin Nguyễn | Paris By Night 114 | 2015 |
| 115 | LK Đoản Khúc Cuối Cho Em, Em Về Nào Có Hay (Hoàng Trọng Thụy)                                                                                | Minh Tuyết | Paris By Night 114 | 2015 |
| 116 | Nụ Cười Em Ngày Đó (Nhật Ngân, Quốc Dũng) | solo | Paris By Night 115 | 2015 |
| 117 | Xuân Tươi (Dương Thiệu Tước) | Hugo Hiếu Nguyễn, Đức Khang, Celine Thiên Ân Huỳnh, Rachele Thảo Vi | Paris By Night 117 | 2016 |
| 118 | Bay Đi Cánh Chim Biển (Đức Huy) | solo | Paris By Night 118 | 2016 |
| 119 | Tình Yêu Còn Lại (LV: Thái Thịnh) | Lam Anh | Paris By Night 120 | 2016 |
| 120 | LK Nếu Xuân Này Vắng Anh (Bảo Thu), Khúc Nhạc Ngày Xuân (Nhật Bằng)                                                                          | Đan Nguyên, Mai Tiến Dũng, Lương Tùng Quang, Lê Anh Tuấn, Minh Tuyết, Diễm Sương, Lam Anh, Nguyễn Hồng Nhung, Hoàng Nhung | Paris By Night 121 | 2017 |
| 121 | Xin Dìu Nhau Đến Tình Yêu (Đỗ Kim Bảng) | Minh Tuyết | Paris By Night 121 | 2017 |
| 122 | Bài Thơ Vu Quy (Duy Quang, thơ: Tuệ Mai) | solo | Paris By Night 122 | 2017 |
| 123 | Người Yêu Cũ Có Người Yêu Mới (Hamlet Trương)                                                                                                | solo | Paris By Night 123 | 2017 |
| 124 | LK Em Hiền Như Ma Souer, Hai Năm Tình Lận Đận, Thà Như Giọt Mưa (Phạm Duy, Nguyễn Tất Nhiên)                                                 | Dương Triệu Vũ | Paris By Night 124 | 2018 |
| 125 | Về Mái Nhà Xưa (Nguyễn Văn Đông) | solo | Paris By Night 125 | 2018 |
| 126 | Khúc Tình Ca Hàng Hàng Lớp Lớp (Nguyễn Văn Đông)                                                                                             | Hoàng Oanh, Thanh Tuyền, Giao Linh, Vũ Khanh, Anh Khoa, Ý Lan, Anh Dũng, Ngọc Anh, Minh Tuyết, Nguyễn Hồng Nhung, Thiên Tôn, Đình Bảo, Hương Thủy, Mai Thiên Vân, Lam Anh, Trần Thái Hòa, Hạ Vy, Khải Đăng, Hà Thanh Xuân, Châu Ngọc Hà | Paris By Night 125 | 2018 |
| 127 | Tình Yêu Xây Đắp Nhân Gian (Hamlet Trương)                                                                                                   | Minh Tuyết, Như Loan, Lam Anh, Ngọc Anh, Nguyễn Hồng Nhung, Trần Thái Hoà, Bằng Kiều, Lương Tùng Quang, Dương Triệu Vũ | Paris By Night 126 | 2018 |
| 128 | Sao Vẫn Tìm Nhau (Trần Lê Quỳnh) | Thanh Hà | Paris By Night 126 | 2018 |
| 129 | Đêm Cuối Bên Nhau (Ngọc Trọng) | solo | Paris By Night 127 | 2018 |
| 130 | Tiếng Hát Nối Hai Bờ Đại Dương (Hamlet Trương)                                                                                               | Khánh Hà, Nguyễn Hưng, Minh Tuyết, Đan Nguyên, Hoàng Mỹ An | Paris By Night 128 | 2019 |
| 131 | Bởi Anh Không Thuộc Về Em (Trương Lê Sơn) | Loan Châu | Paris By Night 128 | 2019 |
| 132 | Không Lạc Loài (Võ Hoài Phúc) | Hoàng Mỹ An, Thiên Tôn, Quỳnh Vi, Ngọc Anh | Paris By Night 129 | 2019 |
| 133 | Hoa Lệ (Hoàng An Lâm) | solo | Paris By Night 129 | 2019 |
| 134 | LK Tình Khúc Buồn (Ngô Thụy Miên), Phiến Đá Sầu (Diệu Hương), Trái Tim Ngục Tù (Đức Huy)                                                     | solo | Paris By Night 130 | 2020 |
| 135 | Vui Đời Nghệ Sĩ (Văn Phụng) | solo | Paris By Night 131 | 2021 |
| 136 | Cô Bé Áo Dài (Chí Tài) | Phương Loan | Paris By Night 132 | 2022 |
| 137 | Con Đường Phía Trước (Võ Hoài Phúc) | Lương Tùng Quang | Paris By Night 133 | 2022 |
| 138 | Bước Chân Người Tình (Hamlet Trương) | Lâm Thúy Vân | Paris By Night 133 | 2022 |
| 139 | You Are Mine (Gin) | solo | Paris By Night 134 | 2023 |
| 140 | Hơn Một Lời Cảm Ơn (Ngô Minh Tài) | Ngọc Anh, Ý Lan, Tuấn Ngọc, Khánh Hà, Bằng Kiều, Minh Tuyết, Trần Thái Hòa, Lam Anh, Đình Bảo, Kỳ Phương Uyên, Nguyễn Hồng Nhung, Ngọc Hạ, Tuấn Phước, Thiên Tôn, Hương Lan, Hoàng Oanh, Thanh Tuyền, Phương Hồng Quế, Thanh Hà, Quang Dũng, Trường Vũ, Như Quỳnh, Quang Lê, Thái Châu, Họa Mi, Nguyễn Hưng, Hương Thủy, Băng Tâm, Hoàng Nhung, Hà Thanh Xuân, Trịnh Lam, Phương Yến Linh, Ngọc Ngữ, Châu Ngọc Hà, Tâm Đoan, Mạnh Quỳnh, Phương Loan, Đan Nguyên, Lương Tùng Quang, Như Loan, Hoàng Mỹ An, Như Ý, Lâm Thúy Vân, Myra Trần  | Paris By Night 134 | 2023 |
| 141 | Không Tiếc Chi (Thái Thịnh) | Hồ Hoàng Yến | Paris By Night 136 | 2024 |
| 142 | Đường Xưa (Quốc Dũng, Nguyễn Đức Cường) | solo | Paris By Night 137 | 2024 |
| 143 | Anh Thua Em Rồi (Nguyễn Tùng) | solo | Paris By Night 138 | 2025 |

#### Thúy Nga Music Box
| STT | Tên bài hát | Thể hiện với               | Chương trình           | Năm  |
| --- | --- | -------------------------- | ---------------------- | ---- |
| 1   | Mùa Thu Yêu Đương (Lam Phương) | Thanh Hà                   | Thúy Nga Music Box #7  | 2020 |
| 2   | Người Tình Trăm Năm (Đức Huy) | solo                       | Thúy Nga Music Box #7  | 2020 |
| 3   | Vì Đó Là Em (Diệu Hương) | Thanh Hà                   | Thúy Nga Music Box #7  | 2020 |
| 4   | Giận Hờn (Ngọc Sơn) | solo                       | Thúy Nga Music Box #7  | 2020 |
| 5   | Thương Nhau Ngày Mưa (Nguyễn Trung Cang) | solo                       | Thúy Nga Music Box #7  | 2020 |
| 6   | Chỉ Có Em (Lam Phương) | Thanh Hà                   | Thúy Nga Music Box #7  | 2020 |
| 7   | LK Thương Nhau Để Đó, Ai Rồi Cũng Khác, Chúng Ta Đã Đi Quá Xa, Chuyện Bây Giờ Đã Muộn (Hamlet Trương)                                        | Như Ý                      | Thúy Nga Music Box #14 | 2020 |
| 8   | Người Đứng Sau Hạnh Phúc (Hamlet Trương) | solo                       | Thúy Nga Music Box #14 | 2020 |
| 9   | Cafe Đắng Trở Lại (Nguyễn Đình Lợi) | solo                       | Thúy Nga Music Box #14 | 2020 |
| 10  | Bản Tình Cuối (Ngô Thụy Miên) | Như Ý                      | Thúy Nga Music Box #14 | 2020 |
| 11  | Cho Dòng Sông Cuốn Trôi (Diệu Hương) | solo                       | Thúy Nga Music Box #14 | 2020 |
| 12  | Hoang Vắng (Nhạc: Quốc Dũng, Lời: Nguyễn Đức Cường)                                                                                          | Như Ý                      | Thúy Nga Music Box #14 | 2020 |
| 13  | LK Khắc Khoải, Về Lại Cõi Sầu, Chơi Vơi (Diệu Hương)                                                                                         | Thanh Hà, Diệu Hương       | Thúy Nga Music Box #21 | 2020 |
| 14  | Phiến Đá Sầu (Diệu Hương) | Solo                       | Thúy Nga Music Box #21 | 2020 |
| 15  | Tại Sao Là Không (Diệu Hương) | Thanh Hà                   | Thúy Nga Music Box #21 | 2020 |
| 16  | Chỉ Có Một Thời (Diệu Hương) | Solo                       | Thúy Nga Music Box #21 | 2020 |
| 17  | Nói Với Tôi Một Lời (Diệu Hương) | Thanh Hà, Diệu Hương       | Thúy Nga Music Box #21 | 2020 |
| 18  | Vũ Trụ Của Anh (Diệu Hương) | Thanh Hà                   | Thúy Nga Music Box #21 | 2020 |
| 19  | Tôi Muốn Hỏi Tại Sao (Diệu Hương) | Thanh Hà, Diệu Hương       | Thúy Nga Music Box #21 | 2020 |
| 20  | LK Thương Nhau Ngày Mưa & Bước Tình Hồng (Nguyễn Trung Cang)                                                                                 | Lương Tùng Quang, Như Loan | Thúy Nga Music Box #37 | 2021 |
| 21  | Xin Lỗi (Hồ Tiến Đạt, thơ: Nguyễn Thiên Ngân)                                                                                                | Solo                       | Thúy Nga Music Box #37 | 2021 |
| 22  | Đường Tình Hai Lối (Tùng Châu, Lê Hựu Hà) | Lương Tùng Quang, Như Loan | Thúy Nga Music Box #37 | 2021 |
| 23  | Nhỏ Ơi (Quang Nhật) | Solo                       | Thúy Nga Music Box #37 | 2021 |
| 24  | Như Là Tình Yêu (Tuấn Khanh) | Lương Tùng Quang, Như Loan | Thúy Nga Music Box #37 | 2021 |
| 25  | Trái Tim Ngục Tù (Đức Huy) | Lâm Thúy Vân               | Thúy Nga Music Box #45 | 2021 |
| 26  | Tôi Không Còn Yêu Em (Vũ Tuấn Đức) | Lâm Thúy Vân               | Thúy Nga Music Box #45 | 2021 |
| 27  | Kiếp Đam Mê (Duy Quang) | Solo                       | Thúy Nga Music Box #45 | 2021 |
| 28  | LK Cỏ Úa, Phút Cuối (Lam Phương) | Lâm Thúy Vân               | Thúy Nga Music Box #45 | 2021 |
| 29  | Cánh Hồng Phai (Nhạc: Dương Khắc Linh, Lời: Hoàng Huy Long)                                                                                  | Solo                       | Thúy Nga Music Box #45 | 2021 |
| 30  | LK Mưa: Tiếng Mưa Còn Rơi (Sỹ Đan), Tiếng Mưa Đêm (Đức Huy), Hãy Để Mưa Rơi (Kim Tuấn), Mưa Ngâu (Thanh Tùng)                                | Lâm Thúy Vân               | Thúy Nga Music Box #45 | 2021 |
| 31  | LK Thiên Đàng Ái Ân: Bước Tình Hồng (Nguyễn Trung Cang), Thiên Đàng Ái Ân (Lam Phương), Nắng Xanh (Quốc Dũng), Bài Tango Cho Em (Lam Phương) | Như Quỳnh                  | Thúy Nga Music Box #61 | 2025 |
| 32  | Xa Em Kỷ Niệm (Lời Việt: Anh Tài) | Solo                       | Thúy Nga Music Box #61 | 2025 |
| 33  | Tim Vỡ (Lam Phương) | Như Quỳnh                  | Thúy Nga Music Box #61 | 2025 |
| 34  | Cánh Diều Mộng Mơ (Nhạc: Ngọc Quy, Thơ: Hoàng Phượng)                                                                                        | Solo                       | Thúy Nga Music Box #61 | 2025 |
| 35  | Tình Yêu Mắt Nai (Quốc Dũng) | Solo                       | Thúy Nga Music Box #61 | 2025 |
| 36  | Hẹn Hò Đêm Trăng (Lời Việt: Nhật Ngân) | Như Quỳnh                  | Thúy Nga Music Box #61 | 2025 |

#### Chương trình thu hình khác
| STT | Tiết mục                                                                                             | Thể hiện với                                                          | Chương trình                    | Năm  |
| --- | --- | --------------------------------------------------------------------- | ------------------------------- | ---- |
| 1   | LK Trái Tim Ngục Tù (Đức Huy), Papa                                                                  | Trịnh Lam                                                             | Paris By Night 100 VIP Party    | 2010 |
| 2   | Lâu Đài Tình Ái (Trần Thiện Thanh)                                                                   | solo                                                                  | A Dancing Dream - Season 1      | 2011 |
| 3   | Diana                                                                                                | solo                                                                  | Paris By Night 104 VIP Party    | 2012 |
| 4   | Chân Tình (Trần Lê Quỳnh)                                                                            | solo                                                                  | Paris By Night 106 VIP Party    | 2013 |
| 5   | Hotel California                                                                                     | solo                                                                  | Paris By Night 109 VIP Party    | 2013 |
| 6   | Bài Thánh Ca Buồn (Nguyễn Vũ)                                                                        | solo                                                                  | Paris By Night Gloria           | 2013 |
| 7   | Cafe Đắng Trở Lại (Nguyễn Đình Lợi)                                                                  | solo                                                                  | VSTAR 2013 - Bán Kết            | 2014 |
| 8   | Mùa Sao Sáng (Nguyễn Văn Đông)                                                                       | solo                                                                  | Paris By Night Gloria 2         | 2014 |
| 9   | Tình Như Cây Cà Rem (Việt Dzũng)                                                                     | solo                                                                  | VSTAR Kids 2015 - Đêm Trao Giải | 2015 |
| 10  | Lời Mẹ Nhắn Nhủ (Lê Huy)                                                                             | solo                                                                  | Paris By Night Gloria 3         | 2017 |
| 11  | Đàn Bà (Song Ngọc)                                                                                   | Bằng Kiều, Quang Dũng, Trần Thái Hòa, Đan Nguyên, Thiên Tôn, Đình Bảo | Paris By Night Divos            | 2018 |
| 12  | Hình Ảnh Người Em Không Đợi (Hoàng Thi Thơ)                                                          | solo                                                                  | Paris By Night Divos            | 2018 |
| 13  | Tình Chết Theo Mùa Đông (Lam Phương)                                                                 | Đan Nguyên                                                            | Paris By Night Divos            | 2018 |
| 14  | LK Hoang Vắng (Quốc Dũng, Nguyễn Đức Cường), Lang Thang (Tuấn Thành), Trái Tim Lầm Lỡ (LV: Khúc Lan) | Kỳ Phương Uyên, Như Loan                                              | Paris By Night 128 VIP Party    | 2018 |

### Trung tâm Asia
| STT | Tiết mục | Thể hiện với                                                           | Chương trình | Năm  |
| --- | --- | ---------------------------------------------------------------------- | ------------ | ---- |
| 1   | Hãy Sống Cho Tuổi Trẻ (LV: Anh Bằng) | solo                                                                   | ASIA 1       | 1992 |
| 2   | Thôi (Y Vân) | solo                                                                   | ASIA 2       | 1993 |
| 3   | Kỷ Niệm Trong Tôi (Lê Đức Cường) | solo                                                                   | ASIA 5       | 1994 |
| 4   | Trái Tim Mùa Đông (Trúc Hồ) | solo                                                                   | ASIA 6       | 1994 |
| 5   | Thương Nhau Ngày Mưa (Nguyễn Trung Cang) | Lâm Thúy Vân                                                           | ASIA 11      | 1996 |
| 6   | Giờ Đã Không Còn Nữa (Trúc Hồ) | Lâm Thúy Vân                                                           | ASIA 45      | 2004 |
| 7   | LK 10 Năm Yêu Em, Tưởng niệm (Trầm Tử Thiêng) | solo                                                                   | ASIA 46      | 2005 |
| 8   | Biển Sóng Tình Em | solo                                                                   | ASIA 47      | 2005 |
| 9   | LK Vì Đó Là Em, Chỉ Có Một Thời (Diệu Hương) | Diệu Hương                                                             | ASIA 48      | 2005 |
| 10  | Nói Sao Cho Em Hiểu (LV: Vũ Xuân Hùng) | solo                                                                   | ASIA 49      | 2005 |
| 11  | Tình Đầu Tình Cuối (Trần Thiện Thanh) | solo                                                                   | ASIA 50      | 2006 |
| 12  | Hãy Yêu Như Chưa Yêu Lần Nào (Lê Hựu Hà) | Thái Doanh Doanh                                                       | ASIA 51      | 2006 |
| 13  | Lần Đầu Cũng Là Lần Cuối (Vũ Chương, Dạ Cầm) | Y Phương                                                               | ASIA 52      | 2006 |
| 14  | LK Bốn Mùa: Tuổi Đá Buồn, Như Cánh Vạc Bay, Gọi Tên Bốn Mùa, Rừng Xưa Đã Khép, Còn Tuổi Nào Cho Em (Trịnh Công Sơn)                                                                                          | Diễm Liên, Y Phương, Y Phụng, Thiên Kim, Đặng Minh Thông, Nguyên Khang | ASIA 53      | 2006 |
| 15  | Bên Em Là Biển Rộng (Bảo Chấn) | Ánh Minh                                                               | ASIA 53      | 2006 |
| 16  | LK: Kinh Khổ (Trầm Tử Thiêng) & Việt Nam Về Trong Nỗi Nhớ (Trầm Tử Thiêng, Trúc Hồ) | Hợp Ca                                                                 | ASIA 54      | 2007 |
| 17  | Trái Tim Mùa Đông (Trúc Hồ) | solo                                                                   | ASIA 54      | 2007 |
| 18  | LK Đi Với Tôi (Canh Thân), Ghé Bến Sài Gòn (Văn Phụng) | Dạ Nhật Yến                                                            | ASIA 55      | 2007 |
| 19  | Ngày Vui Năm Ấy (LV: Ngọc Lan) | Lâm Thúy Vân                                                           | ASIA 55      | 2007 |
| 20  | LK Nhạc Pháp: Tu te reconnaitras (Anne Marie David), Si l'amour existe encore (Jean Francois Michael), Coupable (Jean Francois Michael), Elle etait si jolie (Alain Barriere), Nue comme la mer (Christophe) | Lâm Nhật Tiến                                                          | ASIA 56      | 2007 |
| 21  | LK Ru Ta Ngậm Ngùi (Trịnh Công Sơn), Ru Em Từng Ngón Xuân Nồng (Trịnh Công Sơn), Phôi Pha (Trịnh Công Sơn), Bài Không Tên Số 5 (Vũ Thành An), Biển Nhớ (Trịnh Công Sơn), Bài Không Tên Số 7 (Vũ Thành An)    | Lâm Thúy Vân, Như Quỳnh, Thiên Kim, Nguyễn Hồng Nhung, Quốc Khanh      | ASIA 57      | 2007 |
| 22  | Niềm Thương Nhớ | solo                                                                   | ASIA 57      | 2007 |
| 23  | Nhớ Thành Đô (Hoàng Thi Thơ) | solo                                                                   | ASIA 58      | 2008 |
| 24  | LK Nếu Một Ngày, Tiếng Mưa Rơi, Trăng Thề (Khánh Băng) | Y Phương, Lê Nguyên                                                    | ASIA 59      | 2008 |

### Trung tâm Vân Sơn
| STT | Tiết mục                                            | Thể hiện với                               | Chương trình | Năm  |
| --- | --------------------------------------------------- | ------------------------------------------ | ------------ | ---- |
| 1   | LK Chinese Melodies                                 | Cát Tiên, Linda Chou, Andy Quách           | Vân Sơn 38   | 2007 |
| 2   | Aline                                               | solo                                       | Vân Sơn 38   | 2007 |
| 3   | Mẹ Âu Cơ (Huỳnh Nhật Tân, Đức Trí)                  | Diễm Liên, Nguyễn Hồng Nhung, Nguyên Khang | Vân Sơn 39   | 2008 |
| 4   | Nhớ Mẹ (Đinh Trung Chính)                           | solo                                       | Vân Sơn 39   | 2008 |
| 5   | Cành Hoa Trắng (Phạm Duy)                           | solo                                       | Vân Sơn 40   | 2008 |
| 6   | Ta Vẫn Yêu Người (LV: Hà Quang Minh)                | Nguyên Khang, Nguyên Khương                | Vân Sơn 40   | 2008 |
| 7   | Mơ Về Em                                            | solo                                       | Vân Sơn 44   | 2010 |
| 8   | Đưa Em Tìm Động Hoa Vàng (Phạm Duy, Phạm Thiên Thư) | Hoàng Thục Linh                            | Vân Sơn 45   | 2010 |
| 9   | Triệu Đóa Hoa Hồng (LV: Cẩm Vân)                    | solo                                       | Vân Sơn 45   | 2010 |

### Trung tâm Tình
(DVD Version)
| STT | Tên tiết mục                           | Thể hiện với                                                        | Chương trình                      | Năm  |
| --- | -------------------------------------- | ------------------------------------------------------------------- | --------------------------------- | ---- |
| 1   | Vẫn Mãi Yêu Em (LV: Diệu Hương)        | solo                                                                | Quê Hương Tình Yêu Và Tuổi Trẻ 13 | 2005 |
| 2   | LK Tình 2 In Shanghai                  | Hạ Vy, Huy Vũ, Shayla                                               | Quê Hương Tình Yêu Và Tuổi Trẻ 14 | 2006 |
| 3   | Cuộc Tình Chôn Dấu (LV: Lãnh Ngọc Tâm) | Hạ Vy                                                               | Quê Hương Tình Yêu Và Tuổi Trẻ 14 | 2006 |
| 4   | LK Trái Tim                            | Philip Huy, Justin Nguyễn, Loan Châu, Lưu Mỹ Linh, Helena Hồng Ngọc | Quê Hương Tình Yêu Và Tuổi Trẻ 15 | 2007 |
| 5   | Trái Tim Mùa Thu (LV: Lâm Hùng)        | solo                                                                | Quê Hương Tình Yêu Và Tuổi Trẻ 15 | 2007 |
| 6   | Phút Bên Nàng (Ngọc Trọng)             | Thanh Hà                                                            | Quê Hương Tình Yêu Và Tuổi Trẻ 16 | 2008 |
| 7   | Tình Đau (Alan Nguyễn)                 | solo                                                                | Quê Hương Tình Yêu Và Tuổi Trẻ 17 | 2009 |
| 8   | Cho Dòng Sông Cuốn Trôi (Diệu Hương)   | solo                                                                | Quê Hương Tình Yêu Và Tuổi Trẻ 18 | 2011 |

## MV
- Sài Gòn tôi sẽ
- Thôi
- Thương nhau ngày mưa (với Lâm Thúy Vân)
- Tình như cây cà rem
- Trái tim mùa đông
- Xin hãy yêu anh